# 2004年12月

## 12月31日
- 世界第一高樓台北國際金融中心正式完工啟用。

## 12月30日
- 中国西气东输工程全线投产并开始商业运营。网易（页面存档备份，存于）
- 日本皇室正式宣布纪宫公主订婚消息。中国新闻网（页面存档备份，存于）
- 2004年印度洋大地震各国死亡总数超过八万。新华网（页面存档备份，存于）
- 塞内加尔政府和反政府武装签署和平协议，结束22年动乱。

## 12月29日
- 据路透社报道，2004年印度洋大地震受灾各国死亡总数已经升至6.8万人。新华网（页面存档备份，存于）
- 格瑞那達遊走兩岸，台北召回駐格大使表不滿。中國時報
- 巴格达西部大爆炸接近卅人死亡。BBC中文網（页面存档备份，存于）

## 12月28日
- 中国首次公布国家机关新闻发言人名单联络方式。新华网（页面存档备份，存于）
- 深圳地铁第一期工程通车。凤凰卫视（页面存档备份，存于）
- 中国110座城市面临严重缺水。BBC中文網（页面存档备份，存于）
- 广东东莞骚乱事件已有13人被捕。BBC中文網（页面存档备份，存于）

## 12月27日
- 巴基斯坦西北军区司令萨夫达尔·侯赛因中将向绑架两名中国工程师的元凶阿卜杜拉·马哈苏德发出最后通牒，限令他在明年1月15日之前无条件投降。（页面存档备份，存于）
- 美联社最新消息称，2004年印度洋大地震造成的死亡人数已经超过24000人，且有上千人下落不明。三湘都市报
- 烏克蘭選舉官員表示，烏克蘭反對派領導人尤先科當選為該國的新總統。但是现任总理维克托·亚努科维奇拒绝承认，并且宣布准备向最高法院提起诉讼，要求推翻选举结果。BBC中文網（页面存档备份，存于）
- 蔣經國妻子蔣方良公祭火化長伴夫君。BBC中文網（页面存档备份，存于）
- 聯合國警告海嘯之後可能爆發大規模傳染病。路透社

## 12月26日
- 中国国家语言文字工作委员会发布的“中国语言文字使用情况”调查结果获悉，中国有约53％人口能够使用普通话交际，工人日报[]

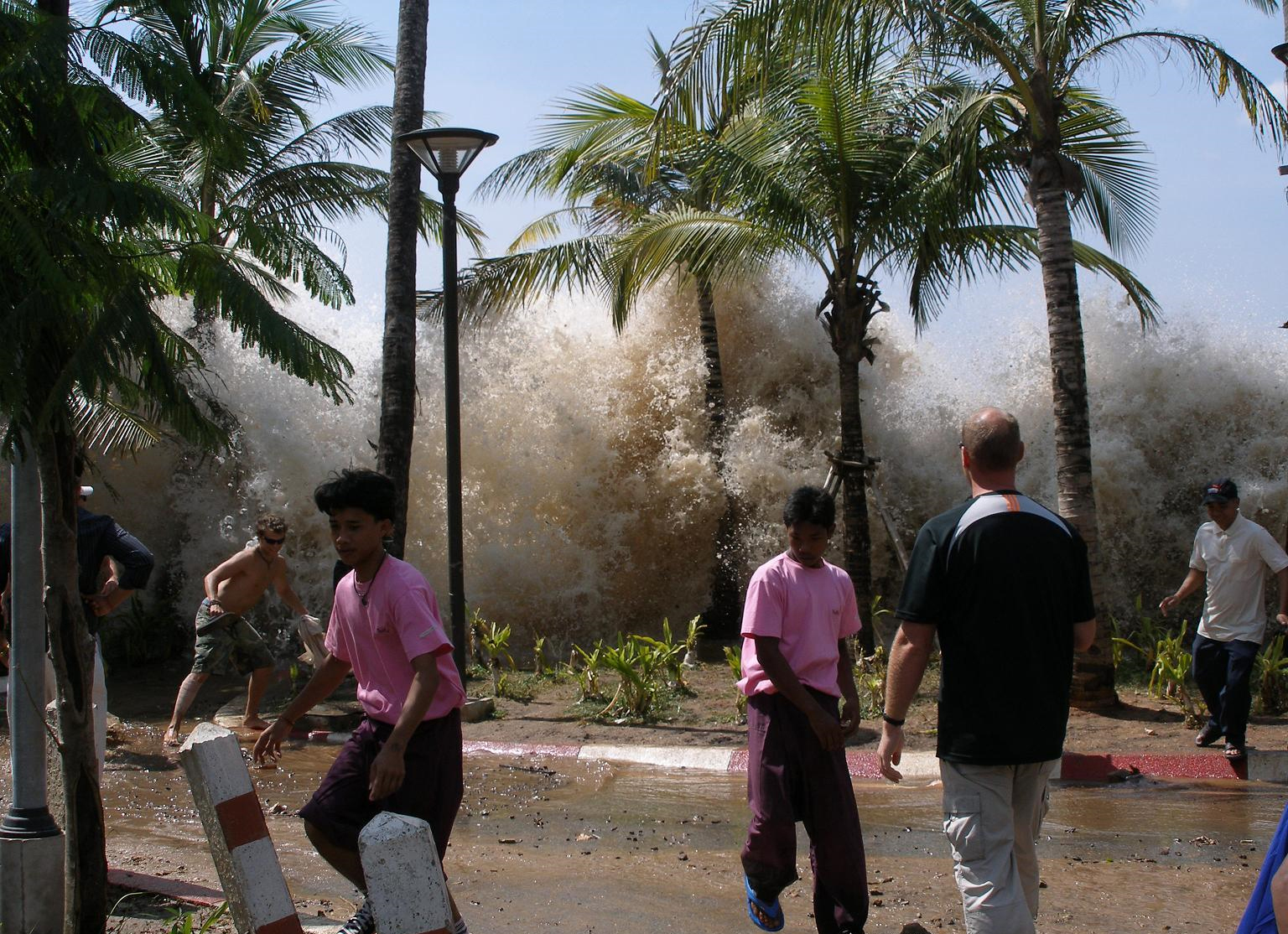
2004年印度洋大地震海嘯侵襲泰國

- 2004年印度洋大地震：印尼强烈地震引起的海啸造成印度，巨浪高近十米，印度内政部长称海啸死亡人数超过1000人，中国国际救援队进入待命状态，据美联社报道美国全国地震情报中心测定12月26日地震初始震级8.9級，是近40年来最强地震。强震引发的海啸席卷亚洲5个国家，造成至少一万人死亡，印度尼西亚目前超过4000多人死亡。Sina（页面存档备份，存于） VOA BBC（页面存档备份，存于） Sina（页面存档备份，存于）
- 2004年烏克蘭總統大選結束。一般預計挑戰者尤先科將獲得勝利。BBC中文網（页面存档备份，存于）

## 12月25日
- 位於美國南方的德州及紐奧良市在聖誕節降下罕見雪。CNN
- "蜘蛛人"──知名高樓攀登者Alain Robert昨日登上世界最高樓台北101。CNN

## 12月24日
- 美國國防部長突然造訪伊拉克多個城市。BBC中文網（页面存档备份，存于）

## 12月23日
- 波蘭市民於聖誕節期間講粗口需繳付鉅額罰款。Yahoo!新聞

## 12月22日
- 格林納達"願放棄台灣投奔中國"。BBC中文網（页面存档备份，存于）
- 阿米蒂奇讲话在台灣引起强烈反应。美國之音[永久]

## 12月21日
- 蘇丹叛軍團體拒絕利比亞所提和平計畫。聯合新聞網
- 中國加強打擊盜版行為，情節嚴重者可判三到七年有期徒刑。人民網（页面存档备份，存于）
- 香港九廣鐵路公司的馬鞍山鐵路今天下午3時正式通車。 Yahoo!香港新聞
- 英國首相布萊爾突訪巴格達。BBC中文網（页面存档备份，存于）
- 无国界记者在巴黎頒發給中國著名異見作家劉曉波“捍衛言論自由獎”。 BBC中文網（页面存档备份，存于）

## 12月20日
- 臺大成功研發生物電子顯微鏡 挑戰物質三態。 台灣中央通訊社
- 哈尔滨太阳岛第十七届雪雕艺术博览会正式开幕。云南日报
- 大理至丽江的大丽铁路开工建设，预计2008年通车。大公报[]
- 澳門今天上午舉行升旗典禮，中共中央總書記、中国國家主席胡錦濤發表談話。新華網（页面存档备份，存于）
- 蘇丹政府同意停火，非洲聯盟停火觀察團仍遭攻擊。中央社（页面存档备份，存于）
- 俄國尤科斯最大子公司90億美元拍賣成交。BBC中文網（页面存档备份，存于）

## 12月19日
- 喬治·布什被時代雜誌選為2004年風雲人物。白宮表示，這是對布希施政的肯定。BBC中文網（页面存档备份，存于）

## 12月18日
- 日本同意推迟制裁朝鲜。BBC中文網（页面存档备份，存于）
- 北京维权人士叶国柱星期六（12月18日）在北京被以"寻衅滋事"的罪名判刑四年。BBC中文網（页面存档备份，存于）
- 南非正式承認撒哈拉威主權國家地位。 中央社

## 12月17日
- 北京计划制定《反分裂国家法》。BBC中文網（页面存档备份，存于）
- 第三届世界华裔数学家大会召开。中国广播网（页面存档备份，存于）

## 12月16日
- 欧盟同意于2005年10月3日启动土耳其入盟谈判。新华网（页面存档备份，存于）
- 黄小晶任福建省代省长。搜狐（页面存档备份，存于）
- 中国政府强烈要求日方立即取消允许李登辉访日决定。中国日报
- 杨振宁要娶28岁硕士生，预计明年一月结婚。联合早报（页面存档备份，存于）
- 英国上议院裁定，政府在不经审判的情况下拘留怀疑为恐怖分子的人士的行为违反了英国的人权法律。

## 12月15日
- 香港非官方组织的“中国城市竞争力研究会”发布了“2004（第三届）中国城市竞争力排行榜”，在281个参评城市中，青岛在城市投资环境排行榜上名列第一。中广网（页面存档备份，存于）
- 蔣經國遺孀蔣方良女士因肺腫瘤導致呼吸衰竭，於台北榮民總醫院病逝，享壽九十歲。
- 北韓官方通訊社宣稱"日本對北韓經濟制裁形同宣戰"。

## 12月14日
- 陈水扁辞去民进党主席职务。
- 法國南部A75公路上的密佑高架橋正式通車，成為全世界最高的橋樑建築物。
- 香港前立法會議員劉炳章涉嫌違反選舉舞弊及非法行為條例被廉政公署拘捕

## 12月13日
- google公司宣布，将与美国纽约公共图书馆以及哈佛大学、斯坦福大学、密歇根大学和英国牛津大学的图书馆合作，将这些著名图书馆的馆藏图书扫描制作成电子版放到网上供读者阅读。
- 2004年罗马尼亚总统选举：布加勒斯特市市长特拉扬·伯塞斯库赢得了第二轮大选投票。梅州日报
- 金球奖提名揭晓。
- 日本發現北韓交還的人質骨灰有假，全國譁然。
- 全球两大软件公司甲骨文和人民软件宣布合并，这项总值高达1030亿美元的合并案完成后，将组建成世界上第二大商务应用软件企业。

## 12月12日
- 北京天文馆新馆落成开放。
- SONY次世代掌上娱乐终端PSP在日本发售。官方网站 TOM.com（页面存档备份，存于）

## 12月11日
- 中華民國舉行第六屆立法委員選舉，泛藍陣營獲114席，佔總席次225席的50.67%；泛綠陣營獲101席，佔總席次44.89%；其他黨派獲10席，佔4.44%。

## 12月9日
- 紐西蘭國會在多位本來反對議案的議員倒戈支持之下，今日以過半數通過同性戀者及同居人士可以享有與合法夫婦等同的法律地位的《民眾結合法》。多個宗教團體在紐西蘭時間正午12時開始在奧克蘭市中心靜坐抗議。

## 12月8日
- 乌克兰议会通过了乌克兰宪法修改法、在12月26日重新投票时运用乌总统选举法的特别法、乌宪法中关于完善地方自治机构体系部分的修改法3项重要法案。搜狐
- 巴勒斯坦和以色列就2005年巴勒斯坦大选方式达成协议。云南日报
- 第三届南美洲国家首脑会议在秘鲁库斯科举行。与会的南美12个国家的总统或其代表通过了《库斯科声明》，宣布成立南美国家共同体。国际在线
- 联想集团收购IBMPC全球业务。消息来源：搜狐（页面存档备份，存于）

## 12月7日
- 第47届格莱美奖公布提名名单。新华网（页面存档备份，存于）
- 朱镕基获得欧洲中小企业奖。第一财经日报（页面存档备份，存于）
- 据《中国青年报》报道，一份由中国人力资源开发网主持完成的题为《中国“工作倦怠指数”调查结果》的调查报告表明，世界范围内普遍存在的工作倦怠（又称“职业枯竭”）现象正在袭扰中国，其中公务员倦怠程度最高。

## 12月6日
- 美国国务院副发言人埃雷利在新闻吹风会上说，美国反对台湾当局更改其驻外机构名称的做法，反对任何会改变（台湾海峡）现状的单方面举动。
- 恐怖分子袭击了美国驻沙特吉达的领事馆，造成数人死亡。
- 《聯合國氣候變化綱要公約》第10屆締約方會議召開。

## 12月5日
- 中国第一条跨海铁路粤海铁路客运正式开通。新华网（页面存档备份，存于）

## 12月4日
- 台灣遭受極罕見的冬季颱風南馬督侵襲。

## 12月1日
- 美国微软公司开通免费网上日志（blog）服务——MSN Spaces。通信世界网